# Kōki Chūma
Kōki Chūma (中馬 弘毅, Chūma Kōki, 8 octobre 1936) est un homme politique japonais membre de la  Chambre des représentants de la diète (le parlement national) ; il appartient au parti libéral-démocrate.
Né à Osaka, il est diplômé de l'université de Tokyo. Il est élu pour la première fois en 1976, en tant que membre du parti Nouveau club libéral.
Son père est Kaoru Chūma, ancien maire d'Osaka.
Chuma dit pouvoir reconnaître et saluer nommément 10.000 de ses partisans.